# Animation World Network
Animation World Network (muitas vezes referido apenas pela sigla "AWN") é um website on-line americano especializado em recursos para animadores e efeitos visuais, o site oferece extensas publicações como notícias, artigos e links da mídia que cobrem todos os aspectos da indústria, além de um banco de dados para os fãs de animação e animadores profissionais.
O portal da AWN também oferece revistas impressas, as publicações são da Animation World (traduzido para o português como "Mundo da Animação"), dedicado a animação em geral, e a VFX World (traduzido como "Mundo VFX"), que se concentra em efeitos especiais e imagens geradas por computador. 
AWN também administra a AWNtv, que oferece o compartilhamento de videos em mídia para a comunidade da animação.